# 1968年夏季奥林匹克运动会波多黎各代表团
1968年夏季奥林匹克运动会波多黎各代表团是波多黎各派出的1968年夏季奥林匹克运动会代表团。